# سنکاتا
سنکاتا (به اسپانیایی: Senkata) یک منطقه مسکونی در بولیوی است که در ال آلتو واقع شده‌است.